# Advanced Packaging Tool
Advanced Package Tool (APT), din engleză, Unealtă Avansată pentru Pachete,  este un software gratuit de interfață utilizator, care utilizează bibliotecile de bază pentru a instala sau îndepărta programe pe Debian, Slackware și alte distribuții Linux.  APT este un front-end la dpkg, un instrument de nivel superior, mai frecvent utilizat decât dpkg deoarece simplifică procesul de gestionare a software-ului pe sisteme informatice Unix, prin automatizarea descărcării, configurării și instalării de pachete software, fie plecând de la  fișiere precompilate sau prin compilarea codului sursă. Front-end-uri pentru APT sunt aptitude și synaptic (GTK). 
APT include programe de linie de comandă pentru tratarea pachetelor care utilizează biblioteca. Acestea sunt apt, apt-get și apt-cache. Apt are prioritate în toate versiunile actuale de Debian și este instalat  implicit. 

### apt-get
apt-get este un instrument de management de pachet scris în linie de comandă livrat în pachetul Debian apt. APT caută în lista sa de pachete cache și listează dependențele care trebuie să fie instalate sau actualizate. APT descarcă, configurează și instalează dependențele automat.
Comenzi apt-get
- sudo apt-get update: actualizează pachetele sistemului
- sudo apt-get upgrade: pentru a actualiza toate pachetele instalate în sistem
- sudo apt-get dist-upgrade: actualizare la o nouă versiune a distribuției
- sudo apt-get install [program]: instalarea unui anumit program
- sudo apt-get install [program] --no-upgrade: instalarea unui pachet fără upgrade
- sudo apt-get install [program] --only-upgrade: actualizează doar un pachet anume
- sudo apt-get install [program=versiune]: instalează o anumită versiune a unui pachet (ex. sudo apt-get install vsftpd=2.3.5-3ubuntu1)
- sudo apt-get remove [program]: șterge un pachet fără fișierele de configurare
- sudo apt-get purge [program] sau sudo apt-get remove --purge [program]: elimină complet pachetele
- sudo apt-get clean: pentru a elibera spațiu pe disc prin ștergerea pachetelor .deb descărcate
- sudo apt-get --download-only source [program]: descarcă doar codul sursă
- sudo apt-get source [program]: descarcă și despachetează un pachet software, într-un director
- sudo apt-get --compile source [program]: descărcare, despachetare și compilare codul sursă
- sudo add-apt-repository ppa [program]: adaugă un PPA (Personal Package Archive), o colecție de aplicații care nu sunt incluse în Ubuntu
- sudo apt-get download [program]: descarcă un pachet fără a-l instala
- sudo apt-get changelog [program]: verifică changelog-ul unui pachet
- sudo apt-get check: verifică dependințele
- sudo apt-get build-dep [program]: pentru căutare și construire dependințe
- sudo apt-get autoclean: șterge cache-ul apt-get pentru a elibera spațiu pe disc
- sudo apt-get autoremove: auto elimină pachetele instalate. [3]

### apt-cache
Instrument bazat pe linia de comandă, apt-cache este folosit pentru a căuta pachetele de aplicații, colectarea informațiilor pachetelor, dar și pentru căutarea pachetelor disponibile și pregătite de instalarea în sistem.
Comenzi apt-cache
- apt-cache pkgnames: pentru a lista toate pachetele disponibile
- apt-cache search [program]: pentru a găsi numele pachetului și descrierea acestuia
- apt-cache show [program]: informații despre un anumit pachet (numărul versiunii, mărimea, mărimea după instalare, categoria etc)
- apt-cache showpkg [program]: verifică dependințele unui anumit pachet
- apt-cache stats: verificare statisticile cache

## Configurare și fișiere
/etc/apt are fișierele și foldere de configurare.

### Fișiere
- /etc/apt/sources.list: Locații pentru a descărca pachete.
- /etc/apt/sources.list.d/: Listă suplimentară de surse.
- /etc/apt/apt.conf: Fișier de configurare APT.
- /etc/apt/apt.conf.d/: Fragmente de fișiere de configurare APT.
- /etc/apt/preferences: Fișier preferințe versiuni. Acest lucru este în cazul în care se specifica "fixarea", adică o preferință pentru a obține anumite pachete dintr-o sursă separată sau de la o versiune diferită de cea distribuita.
- /var/cache/apt/archives/: zona de depozitare pentru pachete de fișiere.
- /var/cache/apt/archives/partial/: zona de stocare pentru fișierele pachet în tranzit.
- /var/lib/apt/lists/: zona de depozitare pentru informații de stare pentru fiecare pachet de resurse precizat în sources.list
- /var/lib/apt/lists/partial/: zona de depozitare pentru informații de stare în tranzit.

## Interfețe utilizator

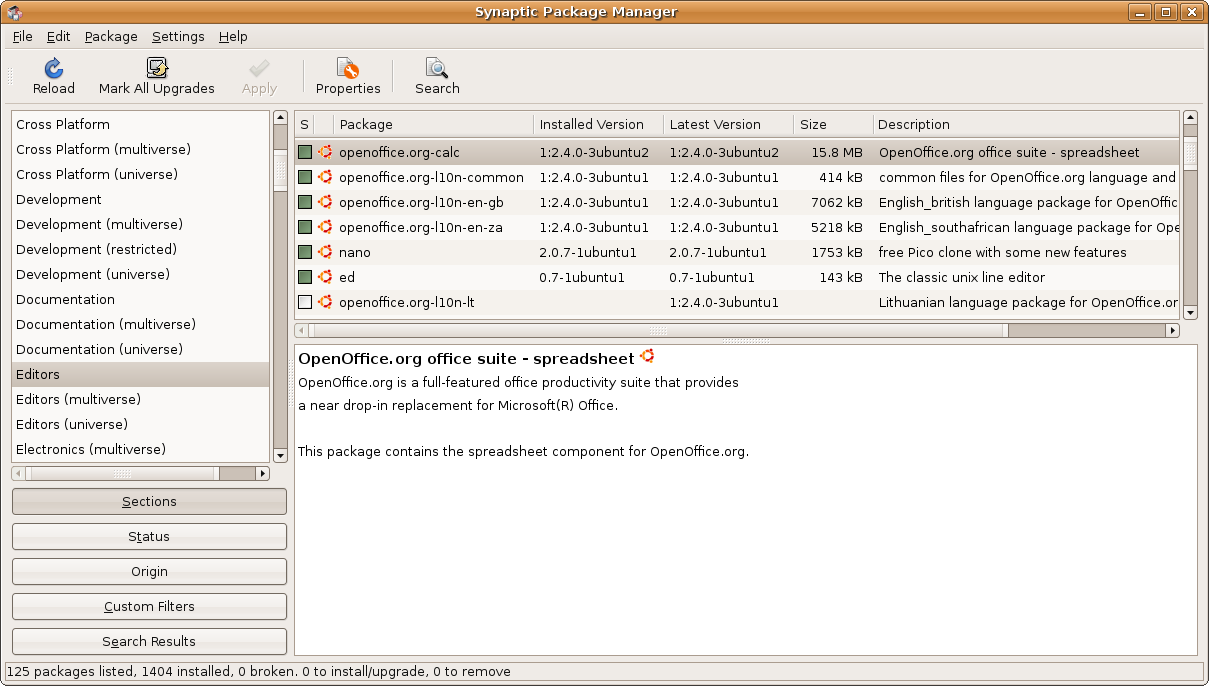
Synaptic Package Manager este unul dintre interfețele utilizator disponibile pentru APT

Există mai multe alte interfețe (front end-uri)  pentru APT, care oferă funcții de instalare mai avansate și interfețe mai intuitive. 
- Synaptic, interfață grafică GTK +
- Ubuntu Software Center
- KPackage, parte a KDE
- Adept Package Manager,  pentru KDE (deb, rpm, bsd)
- PackageKit, un frontend freedesktop.org
- GDebi, instrument bazat pe GTK + (există și o versiune Qt)

Interfețele utilizator APT pot:
- Căuta noi pachete
- Actualiza pachetele
- Instala sau elimina pachete
- Actualiza tot sistemul la o nouă versiune